# Шиваджи I
Шиваджи II (в Маратхской империи), позже Шиваджи I Колхапурский (маратхи शिवाजी द्वितीय; 9 июня 1696 — 14 марта 1726) — 4-й чхатрапати Маратхской империи (1700—1707), первый раджа Колхапура из династии Бхонсле (1710—1714)

## Биография
Родился 9 июня 1696 года в форте Джинджи. Сын Раджарама I (1670—1700), 3-го чхатрапати Маратхского государства (1689—1700) и его жены Тарабай (1675—1761).
После смерти своего отца младенец Шиваджи был возведен в сан Чхатрапати Маратхской империи, а его мать Тарабай стала регентом в 1700 году. Его двоюродный брат Шаху I после освобождения от Моголов в 1707 году успешно бросил вызов Тарабай, чтобы стать следующим Чхатрапати. Затем Тарабай основала конкурирующий двор в Колхапуре. Шиваджи II занимал пост раджи Колхапура с 1710 по 1714 год. В то время он был в очередной раз свергнут своей мачехой Раджасбай, которая возвела на трон Колхапура своего собственного сына Самбхаджи II. Шиваджи умер от оспы 14 марта 1726 года в форте Панхала.

## Предполагаемый посмертный сын
Когда Шаху, не имея наследника мужского пола, который мог бы унаследовать его трон, захотел усыновить сына, Тарабай раскрыла в конце 1740-х годов, что Шиваджи II посмертно стал отцом сына по имени Раджарам II, который воспитывался в безвестности для его собственной защиты. Шаху усыновил Раджарама II, который сменил Шаху на посту Чхатрапати после смерти Шаху. Однако в 1752 году Тарабай поклялась, что: «Раджарам II был самозванцем, а не её внуком».